# Rubert Quijada
Rubert José Quijada Fasciana (Maturín, 10 febbraio 1989) è un calciatore venezuelano, difensore svincolato.

## Palmarès

### Competizioni nazionali
- Copa Venezuela: 1

Caracas: 2013
- Coppa delle Stelle del Qatar: 1

Al-Gharafa: 2017-2018
- Campionato venezuelano: 1

Caracas: 2019